# 575 f.Kr.
| 575 f.Kr.          |
| ------------------ |
| Dødsfald - Fødsler |

--

## Begivenheder
- Servius Tullius bliver ny konge af Rom.